# Yoon Seung-ah
Yoon Seung-ah (coreano: 윤승아 ) es una actriz surcoreana. Debutó como modelo de revistas, y empezó a llamar la atención en el 2006 por haber participado en dos vídeos musicales de Alex Chu y Ji Sun. Después de terminar su licenciatura en arte, persiguió una carrera en la actuación, interpretando personajes de apoyo en las series de televisión Playful Kiss y Moon Embracing the Sun. Fue elegida para su primer papel protagónico en la comedia romántica de cable Miss Panda y el Señor Erizo (2012) .

## Carrera
Después de ser descubierta en la calle, comenzó su carrera como modelo apareciendo en las revistas CeCi, Elle Girl Corea, Vogue Girl Corea y Cosmopolitan de Corea llegando a obtener firma de contratos de exclusividad con Nivea y J. Estina. 
Yoon primeramente atrapó las miradas del público en los videos musicales de Alex Chu y Ji Sun "Very Heartbreaking Words" y "I Love You," (2006), y recibió el apodo de "Snail Girl." ("Chica Caracol"). 
Ella esperó a terminar su carrera universitaria antes de debutar, y desistió a la oportunidad de estudiar arte en el extranjero con el fin de perseguir su carrera como actriz. 
Personajes de apoyo en películas y series de televisión, seguidos en particular por su interpretación de la extravagante mejor amiga de Ha-ni, Min-ah, en la comedia romántica Playful Kiss, y como una esclava convertido en espadachina, Seol, en el exitosa serie histórica Moon Embracing the Sun.
En 2012 logró su primer papel principal en la serie rom-com del Channel A Miss Panda y el Señor Erizo, dando vida a la dueña de una pastelería junto a Lee Donghae de Super Junior. Posteriormente ese año fue la presentadora del reality show de moda Sold Out en el canal de cable OnStyle.

## Vida personal
Después de que un romántico tuit del actor Kim Mu-yeol, el cual pretendía ser un mensaje privado para Yoon fuese accidentalmente publicado en su página de Twitter (y luego re-tweeteado por los cibernautas antes de que Kim pudiera eliminar el post), sus agencias confirmaron en febrero de 2012 que los dos tenían una relación de novios.
Yoon y Kim contrajeron matrimonio el 4 de abril de 2015.

## Filmografía

### Series
| Año  | Título                        | Rol                                           | Red                      |
| ---- | ----------------------------- | --------------------------------------------- | ------------------------ |
| 2006 | Rainbow Romance               | (invitada)                                    | MBC                      |
| 2006 | Unstoppable High Kick!        | (cameo, episodio 94, 98)                      | MBC                      |
| 2007 | The 1st Shop of Coffee Prince | chica jugando cartas en el avión (episodio 1) | MBC                      |
| 2009 | Hero                          | Jo Yu-ri                                      | MBC                      |
| 2010 | Playful Kiss                  | Dokgo Min-ah                                  | MBC                      |
| 2010 | All My Love                   | Kim Saet-byul                                 | MBC                      |
| 2012 | Moon Embracing the Sun        | Seol                                          | MBC                      |
| 2012 | Ms Panda and Mr Hedgehog      | Pan Da-yang                                   | Channel A                |
| 2013 | Empire of Gold                | Jang Hee-joo                                  | SBS                      |
| 2013 | After School: Lucky or Not    | (cameo, episodio 2)                           | Nate Hoppin/ BTV/T-store |
| 2014 | I Need Romance 3              | Jung Hee-jae                                  | tvN                      |
| 2016 | The Birth of a Married Woman  | Yeong-hee                                     | Naver tvcast             |

### Cine
| Año  | Título                    | Rol            |
| ---- | ------------------------- | -------------- |
| 2006 | Siame                     |                |
| 2008 | Hwan (Illusion)           |                |
| 2010 | Death Bell 2: Bloody Camp | Jeong Tae-yeon |
| 2011 | Goodbye My Smile          | Ha-rin         |
| 2011 | Funny Neighbors           | Seo Yoon-mi    |
| 2014 | The Legacy                | Chae Kyung-hee |
| 2015 | The Deal                  | Min Soo-kyung  |
| 2017 | Method                    | Hee-won        |
| 2020 | Lucky Chan-sil            |                |

### Espectáculo de variedades
| Año  | Título                             | Red     | Notas        |
| ---- | ---------------------------------- | ------- | ------------ |
| 2006 | Love Choice (aka Selection Couple) | SBS     | elenco       |
| 2012 | Sold Out                           | OnStyle | presentadora |

### Vídeos musicales
| Año  | Título                                                      | Artista          |
| ---- | ----------------------------------------------------------- | ---------------- |
| 2006 | "Very Heartbreaking Words" (Part 1) / "I Love You" (Part 2) | Alex Chu y Jisun |
| 2006 | "Never Mind"                                                | Big Mama         |
| 2006 | "Thank You"                                                 | Choi Jae-hoon    |
| 2006 | "Hello"                                                     | The Film         |
| 2007 | "Because I Love You"                                        | The Cross        |
| 2007 | "Super Hero"                                                | Lee Seung-hwan   |
| 2010 | "What Should We Finish?"                                    | Soyeon           |
| 2011 | "Stay the Night"                                            | Jeong Seung-won  |